# Iveta Mukucsján
Iveta Mukucsján, örményül: Իվետա Մուկուչյան (Jereván, 1986. október 14. –) örmény-német énekesnő, dalszövegíró és modell. Ő képviselte Örményországot a 2016-os Eurovíziós Dalfesztiválon Stockholmban, a Lovewave című dallal.

## Magánélete
Iveta 1986. október 14-én született az Örmény Szovjet Szocialista Köztársaság fővárosában, Jerevánban. Édesanyja, Szuzánná Ámbarján egy turista információs központban dolgozott, mikor édesapja Ruben Mukucsján, Németországba utazott autót vásárolni a családnak. Apja előre nem látható körülmények miatt végül nem tért vissza Örményországba. 1992-ben a család többi tagja követte apjukat és Hamburgba költöztek. 1955-ben visszatértek Örményországba, viszont nem sokkal visszaköltöztek az örmény rossz körülmények miatt.
Középiskolás éveit a hamburgi Szent Ansgar iskolában töltötte 1998 és 2006 között. Ebben az időszakban pincérnőként dolgozott egy kávézóban. Később egy klubban elénekelte Celine Dion My Heart Will Go On című dalát. Az előadás után szülei úgy gondolták, hogy énekesnő válhat lányukból. Iteva 2009-ben tért vissza hazájába és a jereváni Komitas Állami Konzervatóriumban folytatta tanulmányait, miután nem fejezte be a formatervezés szakot Németországban. Ivetának van egy nővére Marianna Mukucsján, aki sminkesként dolgozik.

## Pályafutása
2009-ben jelentkezett a Hay Superstar tehetségkutató műsor negyedik évadába, ahol ötödikként végzett. Később az Armenia Awards díjátadón elnyerte az év felfedezettje díjat.

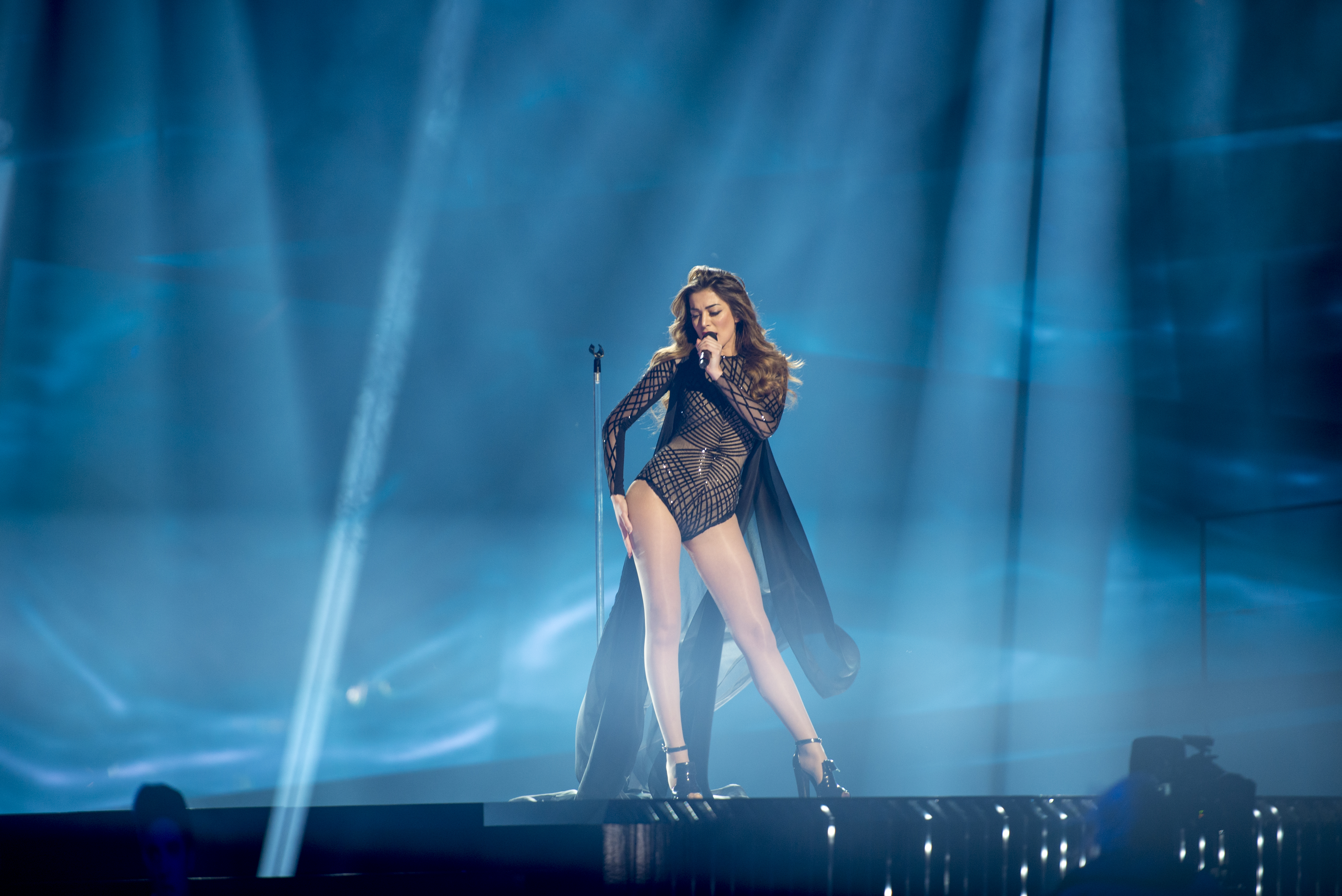
Az Eurovíziós Dalfesztiválon

A következő évben szerepelt a Parahandes nevű táncos show-műsorban, ahol az elődöntő előtt esett ki. Ugyanebben az évben bronzérmes lett a német The Voice of Hamburg elnevezésű dalfesztiválon. 2012-ben jelentkezett a The Voice német változatának második évadába. A meghallgatáson Loreen Euphoria című dalát adta elő. A mesterek közül egyedül Xavier Naidoo fordult meg. A műsorban végül az első élő adásig jutott. 2015 októberében megjelent Simple Like a Flower című dala és a hozzá tartozó videoklip. Ugyanebben a hónapban az Örmény Közszolgálati Televízió (APMTV) bejelentette, hogy ő képviseli Örményországot az elkövetkezendő Eurovíziós Dalfesztiválon. LoveWave című versenydalára 2016 februárjában esett a választás, amit március 2-án mutattak be. Áprilisban Moszkvában egy eurovíziós rendezvényen lépett fel, ahol dalát máshogy énekelte. A szöveget a Hegyi-Karabah Köztársaság területén folyó összecsapások miatt változtatta meg és egy tizenkét éves fiúnak dedikálta, aki az összecsapás folytán megöltek. Az április 9-i Hollandiában tartott Eurovision in Concert rendezvényen végül nem vett részt, így tiltakozott az összecsapások ellen.

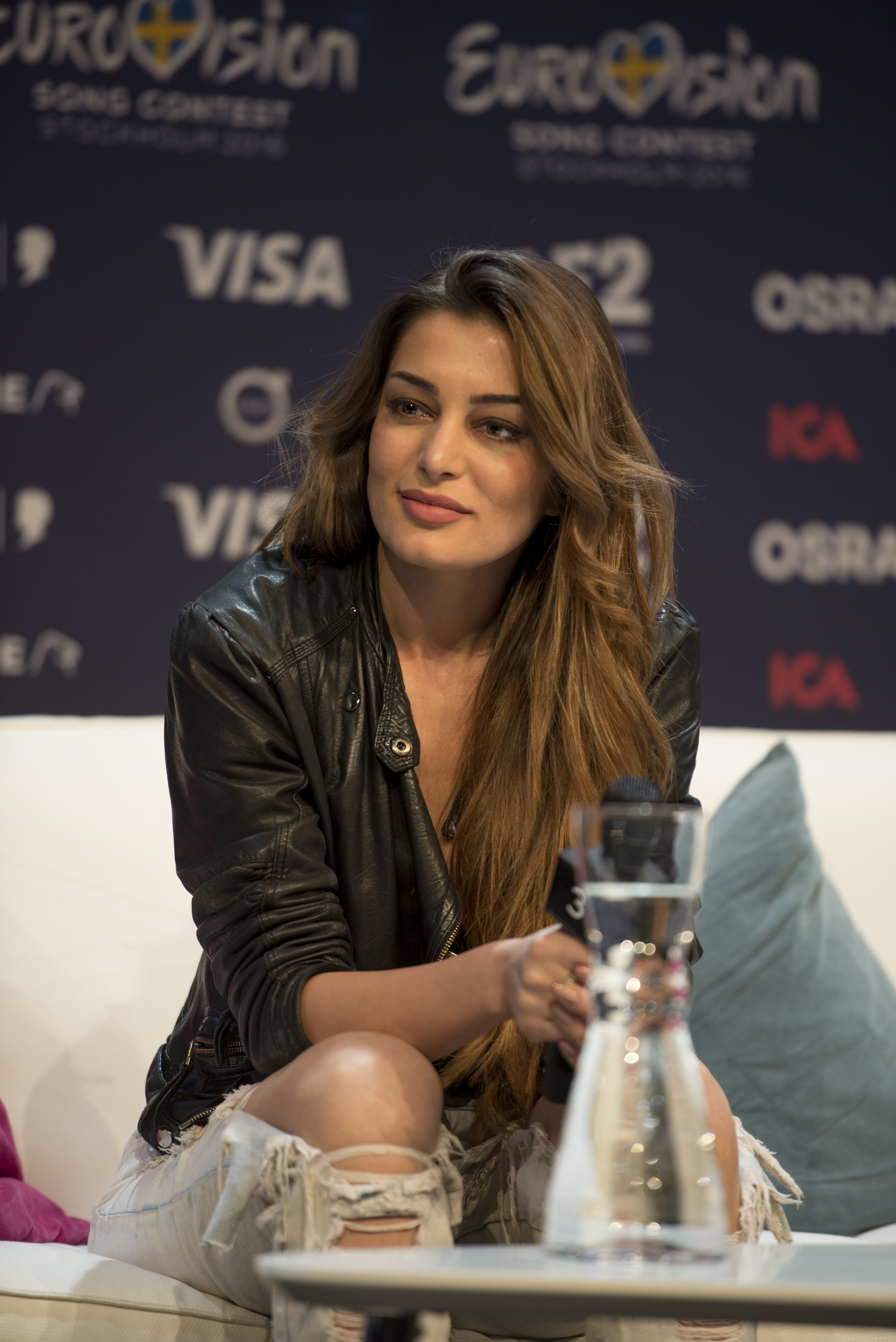
Iveta a verseny egyik sajtótájékoztatóján

Az Eurovíziós Dalfesztiválon a dalt először a május 10-én rendezett első elődöntőben adta elő, fellépési sorrendben hetedikként, a Hollandiát képviselő Douwe Bob Slow Down című dala után és a San Marinót képviselő Serhat I Didn’t Know című dala előtt. Az elődöntő alatt a Hegyi-Karabah zászlaját lengette, ami vitát váltott ki az azeri sajtónál. Az Európai Műsorsugárzók Uniója (EBU) másnap közleményt adott ki amelyben az incidenst "súlyos jogsértésnek" nevezte, mivel politikai üzenete volt és az ARPTV-re szankciókat szabott: ha a közeljövőben megszegik a dalfesztivál szabályait, az akár diszkvalifikáláshoz is vezethet. Erre válaszul az énekesnő annyit közölt, "A gondolataim az anyaországgal vannak. Mindenhol békét szeretnék!" Az elődöntőből második helyezettként sikeresen továbbjutott a május 14-i döntőbe, ahol fellépési sorrendben utolsóként lépett fel, az Egyesült Királyságot képviselő Joe & Jake You’re Not Alone című dala után. A szavazás során a zsűri szavazáson összesítésben tizedik helyen végzett 115 ponttal (Bulgáriától, Oroszországtól és Spanyolországtól maximális pontot kapott), míg a nézői szavazáson hetedik helyen végzett 134 ponttal (Ausztriától, Franciaországtól és Oroszországtól maximális pontot kapott), így összesítésben 249 ponttal a verseny hetedik helyezettje lett. A döntőben ezzel megszerezte az ország eddigi legtöbb összegyűjtött pontját.
A dalfesztivál után számos örmény televíziós műsor vendége volt. Júliusban az Örmény Zenei Fesztiválon lépett fel Londonban. Az év végén a Depi Evrateszil elnevezésű eurovíziós előadóválasztó műsorának zsűritagja volt. 2017 áprilisában megjelent Amena című dala és a hozzá tartozó videoklip, ami elmondásai szerint a nők átalakulásáról, belső szorongásról és a nők értékeiről szól. Márciusban a svéd eurovíziós döntőn ő közölte az örmény zsűri pontjait. Májusban ő hirdette ki az örmény szakmai zsűri szavazatait az Eurovíziós Dalfesztiválon. 2018 januárjában a cseh és a francia eurovíziós válogatókban tűnt fel zsűritagként.
2022. november 18-án az APMTV bejelentette, hogy Iveta lesz a Jerevánban megrendezésre kerülő 2022-es Junior Eurovíziós Dalfesztivál társműsorvezetője Garik Papoyan és Karina Ignatyan mellett.

## Diszkográfia

### Nagylemezek
- Armenian Folk (2017)

### Középlemezek
- IvaVerse (2016)

### Kislemezek
- Right Way to Love (2012)
- Ari Yar (2015)
- Simple like a Flower (2015)
- LoveWave (2016)
- Hayastan Jan (2017)
- Depi Nor Irakanutyun (2017)
- Siraharvelem Qez (2018)
- Hayastani Axjikner (2018)
- Hayastan (2019)
- Im Anush Hayastan (2019)
- Bambasanq (2020)
- 1% Ser (Nevagivup) (2020)

#### Közreműködések
- Freak (2013, Lazzaro)
- Summer Rain (2014, Lazzaro)
- I'm Falling (2014, Serjo)
- De Jpta (2017, Aram Mp3, Mihran Tsarukyan, Anahit Shahbazyan, Roland Gasparyan, Erik, Christine Pepelyan, Yana Hovhannisyan és Mkrtich Arzumanyan)
- Dashterov (2017, Aram Mp3)
- Mets Khagh (2018, Narek Mets, Roland Gasparyan és Hayk Karoyi Karapetyan)
- Stver (2019, 33.3)
- Polu Ya (2020, Ara Martirosyan)
- Mez Vochinch Chi Haghti (2021, Arthur Khachents, Gor Sujyan, Srbuk, Sevak Amroyan, Sevak Khanagyan és Sona Rubenyan)